# Володимир Василькович
Володи́мир Васи́лькович (після 1247 — 10 грудня 1288) — князь Володимирський, князь Берестейський (1269—1288).  Представник дому Романовичів, гілки Волинських Мономаховичів із династії Рюриковичів. Син володимирського князя Василька Романовича. Небіж руського короля Данила. Чоловік брянської князівни Ольги (з 1264), доньки брянського князя Романа Михайловича. Прославився як книжник і будівничий. Особисто переписав щонайменше два Євангелія-апракос і Апостол, редагував літописи. Збудував багато храмів, у які вкладав дорогі ікони та книги у дорогій оправі. Тільки в Любомльську церкву святого Георгія було вкладено 34 книги. Власних дітей не мав, але мав названу доньку Ізяславу. Наприкінці життя хворів на рак. Помер у Любомлі. Похований у Успенському соборі Володимира. Канонізований як святий в Українській Православній Церкві Київського патріархату. Дні вшанування — 10 грудня, 10 жовтня. Хрещене ім'я — Іва́н.

## Біографія
Народився Володимир Василькович орієнтовно в другій половині 40-х років XIII століття. Його батьком був волинський князь Василько — син Романа Мстиславича (Великого), творця Волинсько-Галицької держави, і рідний брат Данила Романовича. Володимир Василькович з молодих років брав участь у військових походах разом із батьком. Поряд з військовим мистецтвом, пізнавав мистецтво дипломатії. І таким чином учився «бути князем». Після смерті свого батька в 1269 році зайняв престол у Володимирі (Волинському) й став правити землями Західної Волині.
Ймовірно, основна частина Галицько-Волинського літопису укладалася й редагувалася за часів правління Володимира Васильковича. Тому літописець прагнув ідеалізувати цього князя. Спеціально зобразив його як зразкового князя-християнина, який виявляє християнське благочестя: читає Священне писання, підтримує ченців та священнослужителів. Йому притаманні смирення, відсутність гордості, справедливість, милість до убогих — моральні якості, котрі цінувалися християнами. Спеціально підкреслюється, що «говорив він ясно [словами] зі [Святих] книг, тому що був філософ великий».
До заняття ним Волинського князівства після смерті батька літописи відзначають участь його в походах на литовців та поляків і шлюб із князівною брянською Ольгою Романівною. У 1269 році помер Василько Романович, і Володимир-Іван зайняв його місце. У 1273 році він воював з ятвягами й змусив їх просити миру.
1274 року Володимир змушений був воювати з литовським князем Тройденом, що розоряв Володимирські волості, помщаючись Володимиру, за словами літописця, за те, що батько його убив трьох братів Тройдена. Через деякий час вороги примирилися. Однак у наступному році ця мирна угода була порушена проти волі руських князів. До Володимира та його двоюрідного брата Лева I Галицького без будь-якого прохання з їхнього боку хан Ногай надіслав своє військо для війни з Литвою. Володимир-Іван змушений був виступити до Новогрудка. Оскільки в Бересті (Брест) він довідався, що татари вже там, то за нарадою зі своїми союзниками, князем луцьким Мстиславом та Юрієм I, він пішов до Городні (Гродно). Мстислав та Юрій таємно від Володимира вступили в бій з литовцями, взяли в полон їхнього воєводу та бояр. Володимир сильно обурювався на цих князів за їхнє легкодумство, але поправив їхню помилку взяттям фортечної вежі перед воротами Городні, чим змусив жителів схилитися до миру.
Наступного року (1280) проти свого бажання, «татарскою неволею», Володимир змушений був допомагати Леву Даниловичу, який хотів зайняти польський престол, у війні з Лешком II Чорним. У 1282 Ногай та Телебуга зажадали, щоб Володимир разом з іншими князями йшов на угорців. Володимир за станом здоров'я залишився вдома, а військо своє послав з Юрієм Львовичем. Під час цього походу Болеслав Мазовецький нападав на галицьку область, і Лев Данилович, повернувшись з угорського походу, запропонував Володимиру підняти на Болеслава Литву. Війська литовське та володимирське здобули повну перемогу над поляками.
Наступного, 1283 року, за вимогою Телебуги Володимир-Іван знову повинен був йти на поляків, але незабаром відступив через хворобу. У нього гнила нижня частина обличчя. Не маючи дітей й не люблячи Лева за його жорстокість та властолюбство, а сина його Юрія — за лукавство й інтриги, Володимир хотів віддати свою волость Мстиславу Даниловичу луцькому, котрого покликав до себе й учинив з ним раду: йому віддавав князівство, а «милій дружині своїй» Ользі Романівні й названій дочці Ізяславі місто Кобрин; зобов'язав Мстислава не кривдити княгиню свою й Ізяславу, не видавати без згоди княгині її заміж.
Успадкувавши від батька Берестейський  уділ Володимир  Василькович, будучи бездітним, у своєму заповіті передавав Володимирське i Берестейське  князівства  молодшому  з  двоюрідних  братів  (синові  Данила Романовича) князю Мстиславу Даниловичу.
10 грудня 1288 (1289) року Володимир-Іван Василькович помер у Любомлі від раку нижньої щелепи і гортані. Перебіг хвороби докладно описано в Галицько-Волинському літописі. Похований в Успенському соборі у Володимирі. На похороні був присутній, зокрема, ігумен Києво-Печерського монастиря Агапіт.
При дворі Володимира та за його безпосередньої участі діяв потужний осередок книжності — скрипторій, бібліотека, літературне коло в якому був упорядкований Південноруський літописний звід (Літопис Руський) та написана його заключна частина — так званий Галицько-Волинський літопис.

## Вшанування пам'яті
Ряд свідчень можна витлумачити як факти що вказують на святість князя. Так письменник у Галицько-Волинському літописі повідомляє, що Коли помер Володимир Василькович, його гріб не запечатали, і так він пролежав з 11 грудня 1288 р. до 6 квітня 1289 р., тобто майже чотири місяці, коли на прохання його вдови Ольги труну було відкрито: «І от, прийшовши з єпископом Євсигнієм і з усім крилосом [і] одкривши гріб, побачили вони тіло його цілим і білим, і пахощі од гробу були, і запах подобен до ароматів многоцінних. Таке ото чудо побачили вони, а побачивши, прославили Бога і опечатали гріб його місяця квітня в шостий день, у середу страсної неділі». Нетлінність чесних мощей князя свідчила про святість. Однак із невідомих причин Володимира Васильковича не було прославлено до цього дня.
Варто взяти до уваги думку, що повість про його хвороби і смерть, за задумом її творців і замовників, могла мислитися як пролог до його канонізації. Про це свідчить, агіографічний канон характеристики князя, який сповнений всіх християнських чеснот. Але не треба сумніватись в історичності свідоцтва літописця, особливо щодо цілування хреста, та треба зазначити, що ці риси досить типові для агіографічного оповідання, хоча вони йдуть пліч-о-пліч з воєнними подвигами
Князь Волинський Володимир Василькович прожив всього 40 років, а справа його свята увічнена літописцем як жодна інша. «І честі тебе Господь сподобив бути причасником на небесах за твоє благочестя, що ти мав у житті своєму. Добрий свідок благочестя твого, о блаженниче, – святая церква Святої Богородиці Марії, що її спорудив прадід твій на правовірній основі і де також мужнє твоє тіло лежить, ждучи труби архангелової»
Час все більше віддаляв звитягу і благочестиву працю князя. Його чесні останки покоїлись у крипті Свято-Успенського собору, що зазнав значних руйнувань за уніатського єпископа Млоцького, який надумав був влаштувати таємний прохід до проповідниці і, розбивши один із внутрішніх стовпів храму, повністю завалив весь кафедральний собор. З того часу всередині собору виріс цілий вишневий садок. Лише 23 січня 1890 р. на Московському археологічному з’їзді відомий мистецтвознавець проф. Адріан Прахов зачитав реферат про «Дослідження Мстиславового Володимир-Волинського собору XII сторіччя», в якому, між іншим, повідомив, що було знайдено череп благовірного князя Володимира Васильковича і визначено було з достовірністю, що це його чесна глава, оскільки на ній знайшлися сліди тієї хвороби, від якої помер князь. Подальша доля цих останків князя невідома.

### УПЦ КП
27 червня 2013 року з нагоди 1025-ліття Хрещення Київської Руси-України Помісний Собор УПЦ КП канонізував і зарахував до лику місцево шанованих святих князя Володимира Васильковича, як Благовірного Князя та приєднав благовірного князя Володимира Васильковича до лику місцево шанованих святих Волинського краю. Собор також визначив дату вшановування св. Володимира - в день його упокоєння 10  / 23 грудня та в день Собору Волинських святих 10  / 23 жовтня.

## Сім'я
- Батько: Василько (бл. 1205—1269), князь белзький (1207—1211), берестейський (1208—1210, 1219—1228), перемильський (1209—1219), пересопницький (1225—1229), луцький (1229—1238), володимирський (1238—1269)
- Названа донька: Ізяслава (?—після 1288)

### Монографії
- Войтович Л. 3.15. Волинська гілка Мономаховичів. Болохівські князі. Острозькі. Заславські. //  Князівські династії Східної Європи (кінець IX — початок XVI ст.). Львів: Інститут українознавства, 2000.
- Войтович Л. Княжа доба: портрети еліти . — Біла Церква, 2006.
- Кралюк, П.М. Любомудри Володимирії: Філософ на троні (князь Володимир Василькович); Аристократ духу (Арсен Річинський). Луцьк: Твердиня, 2010.
- Пашуто В.Т. Очерки по истории Галицко-Волынской Руси. Москва, 1950.

### Статті
- Василик В. В. О болезни и смерти Владимиро-Волынского князя Владимира Васильковича. Некоторые медицинские, гомилетические и литургические наблюдения. // Русин. 2015. №1 (39). С. 51—68.
- Орлов A. C. О Галицко-Волынском летописании // Труды Отдела древнерусской литературы. Т.5. 1947. С. 15—35.

### Довідники
- Котляр М.Ф. Володимир Василькович [Архівовано 3 червня 2016 у Wayback Machine.] // Енциклопедія історії України : у 10 т. / редкол.: В. А. Смолій (голова) та ін. ; Інститут історії України НАН України. — К. : Наукова думка, 2003. — Т. 1 : А — В. — С. 616. — ISBN 966-00-0734-5.